# Huntington (Texas)
Pour les articles homonymes, voir Huntington.
Huntington est une ville située au centre du comté d'Angelina, au Texas, aux États-Unis,. Elle est fondée en 1900 et incorporée en 1937.

## Démographie
Lors du recensement de 2010, la ville comptait une population de 2 118 habitants. Elle est estimée, le 1er juillet 2019, à 2 161 habitants.

### Source de la traduction
- (en) Cet article est partiellement ou en totalité issu de l’article de Wikipédia en anglais intitulé « Huntington, Texas » (voir la liste des auteurs).